# Liste du BFI des 50 films à voir avant d'avoir 14 ans
La liste du BFI des 50 films à voir avant d'avoir 14 ans (BFI list of the 50 films you should see by the age of 14) est une liste établie en 2005 par le British Film Institute (BFI) dans le but d'inspirer les parents et les éducateurs qui voudraient donner à des enfants une culture cinématographique sérieuse et pensée, comme il peut exister dans le domaine de la littérature. Elle a été créée par plus de 70 experts, notamment des producteurs et des critiques de cinéma, mais aussi des enseignants, à qui il avait été demandé de lister chacun 10 films indispensables pour un public jeune.
Le film ayant reçu le plus de citations est Le Voyage de Chihiro de Hayao Miyazaki.

## La liste
La liste est divisée en deux parties non classées, un premier top 10 puis les 40 autres films.

### Top 10
| Titre                         | Titre original                                 | Année | Réalisateur       | Pays        |
| ----------------------------- | ---------------------------------------------- | ----- | ----------------- | ----------- |
| E.T. l'extra-terrestre        | E.T. the extra-terrestrial                     | 1982  | Steven Spielberg  | États-Unis  |
| Fucking Åmål                  | Fucking Åmål                                   | 1998  | Lukas Moodysson   | Suède       |
| Kes                           | Kes                                            | 1969  | Ken Loach         | Royaume-Uni |
| La Nuit du chasseur           | The Night of the Hunter                        | 1955  | Charles Laughton  | États-Unis  |
| Le Magicien d'Oz              | The Wizard of Oz                               | 1939  | Victor Fleming    | États-Unis  |
| Le Voleur de bicyclette       | Ladri di biciclette                            | 1948  | Vittorio De Sica  | Italie      |
| Le Voyage de Chihiro          | 千と千尋の神隠し Sen to Chihiro no Kamikakushi | 2001  | Hayao Miyazaki    | Japon       |
| Les Quatre Cents Coups        |                                                | 1959  | François Truffaut | France      |
| Où est la maison de mon ami ? | خانه دوست کجاست ؟, Khāneh doust kojāst ?       | 1987  | Abbas Kiarostami  | Iran        |
| Toy Story                     | Toy Story                                      | 1995  | John Lasseter     | États-Unis  |

### Les 40 autres films
| Titre                             | Titre original                       | Année | Réalisateur                              | Pays                         |
| --------------------------------- | ------------------------------------ | ----- | ---------------------------------------- | ---------------------------- |
| Au revoir les enfants             |                                      | 1987  | Louis Malle                              | France/ Allemagne de l'Ouest |
| Billy Elliot                      | Billy Elliot                         | 2000  | Stephen Daldry                           | Royaume-Uni/ France          |
| Blanche-Neige et les Sept Nains   | Snow White and the Seven Dwarfs      | 1937  | David Hand                               | États-Unis                   |
| Certains l'aiment chaud           | Some Like it Hot                     | 1959  | Billy Wilder                             | États-Unis                   |
| Chantons sous la pluie            | Singin' in the Rain                  | 1952  | Stanley Donen et Gene Kelly              | États-Unis                   |
| Du silence et des ombres          | To Kill a Mockingbird                | 1962  | Robert Mulligan                          | États-Unis                   |
| Edward aux mains d'argent         | Edward Scissorhands                  | 1990  | Tim Burton                               | États-Unis                   |
| Être et avoir                     |                                      | 2002  | Nicolas Philibert                        | France                       |
| Jason et les Argonautes           | Jason and the Argonauts              | 1963  | Don Chaffey                              | Royaume-Uni/ États-Unis      |
| King Kong                         | King Kong                            | 1933  | Merian C. Cooper et Ernest B. Schoedsack | États-Unis                   |
| Kirikou et la Sorcière            |                                      | 1998  | Michel Ocelot                            | France/ Belgique/ Luxembourg |
| L'Esprit de la ruche              | El Espíritu de la colmena            | 1973  | Víctor Erice                             | Espagne                      |
| La Belle et la Bête               |                                      | 1946  | Jean Cocteau                             | France/ Luxembourg           |
| La Belle et la Bête               | Beauty and the Beast                 | 1991  | Gary Trousdale et Kirk Wise              | États-Unis                   |
| La Complainte du sentier          | পথের পাঁচালী, Pather panchali             | 1955  | Satyajit Ray                             | Inde                         |
| La Guerre des étoiles             | Star Wars                            | 1977  | George Lucas                             | États-Unis                   |
| La Randonnée                      | Walkabout                            | 1971  | Nicolas Roeg                             | Royaume-Uni                  |
| La vie est belle                  | It's a Wonderful Life                | 1946  | Frank Capra                              | États-Unis                   |
| Le Ballon blanc                   | بادکنک سفید, Badkonake sefid         | 1995  | Jafar Panahi                             | Iran                         |
| Le Ballon rouge                   |                                      | 1956  | Albert Lamorisse                         | France                       |
| Le Chemin de la liberté           | Rabbit-Proof Fence                   | 2002  | Phillip Noyce                            | Australie                    |
| Le Jardin secret                  | The Secret Garden                    | 1993  | Agnieszka Holland                        | Royaume-Uni/ États-Unis      |
| Le Kid                            | The Kid                              | 1921  | Charlie Chaplin                          | États-Unis                   |
| Le Monde de Nemo                  | Finding Nemo                         | 2003  | Andrew Stanton et Lee Unkrich            | États-Unis                   |
| Le Voyage dans la Lune            |                                      | 1902  | Georges Méliès                           | France                       |
| Les Aventures de Robin des Bois   | The Adventures of Robin Hood         | 1938  | Michael Curtiz                           | États-Unis                   |
| Les Aventuriers de l'arche perdue | Raiders of the Lost Ark              | 1981  | Steven Spielberg                         | États-Unis                   |
| Les Vacances de monsieur Hulot    |                                      | 1953  | Jacques Tati                             | France                       |
| Ma vie de chien                   | Mitt liv som hund                    | 1985  | Lasse Hallström                          | Suède                        |
| Mon voisin Totoro                 | となりのトトロ Tonari no totoro      | 1988  | Hayao Miyazaki                           | Japon                        |
| Oliver Twist                      | Oliver Twist                         | 1948  | David Lean                               | Royaume-Uni                  |
| Outsiders                         | The Outsiders                        | 1983  | Francis Ford Coppola                     | États-Unis                   |
| Paï                               | Whale Rider                          | 2002  | Niki Caro                                | Nouvelle-Zélande             |
| Playtime                          |                                      | 1967  | Jacques Tati                             | France/ Italie               |
| Princess Bride                    | The Princess Bride                   | 1987  | Rob Reiner                               | États-Unis                   |
| Retour vers le futur              | Back to the Future                   | 1985  | Robert Zemeckis                          | États-Unis                   |
| Roméo + Juliette                  | William Shakespeare's Romeo + Juliet | 1996  | Baz Luhrmann                             | États-Unis                   |
| The Railway Children              | The Railway Children                 | 1970  | Lionel Jeffries                          | Royaume-Uni                  |
| Un jour aux courses               | A Day at the Races                   | 1937  | Sam Wood                                 | États-Unis                   |
| Le vent garde son secret          | Whistle Down the Wind                | 1961  | Bryan Forbes                             | Royaume-Uni                  |

## Commentaires
- Trois réalisateurs figurent par deux fois dans cette liste : Steven Spielberg (pour E.T. l'extra-terrestre et Les Aventuriers de l'arche perdue), Hayao Miyazaki (pour Le Voyage de Chihiro et Mon voisin Totoro) et Jacques Tati (pour Les Vacances de Monsieur Hulot et Playtime).
- Le nombre d’occurrences par pays[2] :
  -  États-Unis : 26 films
  -  France : 10 films
  -  Royaume-Uni : 8 films
  -  Iran,  Italie,  Japon,  Luxembourg et  Suède : 2 films
  -  Allemagne de l'Ouest,  Australie,  Belgique,  Danemark,  Espagne,  Inde et  Nouvelle-Zélande : 1 film